# Wakefield Regional Council
Koordinaten: 34° 9′ S, 138° 25′ O

Der Wakefield Regional Council ist ein lokales Verwaltungsgebiet (LGA) im australischen Bundesstaat South Australia. Das Gebiet ist 3468 km² groß und hat knapp 6800 Einwohner (Stand 2021).
Wakefield liegt in der Lower-North-Region von South Australia am Nordende des Saint-Vincent-Golfs etwa 160 Kilometer nördlich der Metropole Adelaide. Das Gebiet beinhaltet 53 Ortsteile und Ortschaften: Alma, Avon, Balaklava, Barabba Hill, Barunga, Barunga Gap, Beaufort, Blyth, Boucaut, Bowillia, Bowmans, Brinkworth, Bumbunga, Burnsfield, Cameron, Condowie, Condowie Plains, Corcondo, Dalkey, Erith, Everard, Everard Central, Goyder, Halbury, Hamley Bridge, Hart, Hope Gap, Hoskins Corner, Hoyleton, Inkerman, Kallora, Kybunga, Lake View, Lochiel, Lorne, Maro Creek, Marola, Mount Templeton, Mundoora, Nantawarra, Owen, Pinery, Port Wakefield, Proof Range, Rochester, Saints, Salter Springs, Snowtown, Stockyard Creek, Stow, Watchman, Whitwarta und Wokurna. Der Verwaltungssitz des Councils befindet sich in Balaklava im Süden der LGA, wo etwa 1950 Einwohner leben.

## Verwaltung
Der Council von Wakefield hat zehn Mitglieder, neun Councillor werden von den Bewohnern der drei Wards gewählt (vier im Central, drei im North und zwei im South Ward). Diese drei Bezirke sind unabhängig von den Ortschaften festgelegt. Der Ratsvorsitzende und Mayor (Bürgermeister) wird zusätzlich von allen Bewohnern der LGA gewählt.
Vor 2010 bestand der Council aus zwölf Mitgliedern, die in fünf Wards gewählt wurden.